# Loïc Caradec
Pour les articles homonymes, voir Caradec.
Loïc Caradec est un navigateur français, né le 4 mars 1948 à Paris et disparu à 38 ans le 13 novembre 1986 lors de la Route du Rhum.

## Biographie
Ingénieur Supélec (promotion 70), Loïc Caradec est l'un des architectes, avec le cabinet Graal, du maxi catamaran Royale II construit au chantier Multiplast en 1982, dont il est le skipper. Il remporte en 1984 la première édition de la Transat Québec-Saint-Malo. Mais lors de l'épreuve 1986 de la Route du Rhum, le voilier, dont la longueur a été portée à 85 pieds (26 m) et équipé d'un gigantesque mât aile, se retourne dans le gros temps, entraînant la disparition de son skipper. Deux jours plus tard Florence Arthaud retrouve le bateau retourné flottant sans trace de Loïc Caradec,.
Il avait fondé la société de production et de médiatisation d'événements nautiques Royale avec Philippe Facque.

## Hommages
Le môle principal du port de La Trinité-sur-Mer porte son nom.
Le record de la traversée de l'Atlantique Nord à la voile est appelé « Trophée Loïc Caradec » en son honneur.

## Palmarès
- 1973/1974 : Whitbread sur Grand Louis avec André Viant
- 1977/1978 : Whitbread sur Gauloise II (ex Pen Duick III) avec Éric Loizeau
- 1979 : skipper avec Alain Labbé du trimaran à foils Hydrofolie dessiné par Xavier Joubert et construit au Chantier Pichavant
- 1981 : skipper de Royale (trimaran de 18 m) construit au chantier Fountaine Pajot
- 1984 : vainqueur de la Transat Québec-Saint-Malo sur Royale II, catamaran de 22 m
- 1986 : vainqueur de la Twostar (transat en double) sur Royale II avec Olivier Despaigne
- 1986 : Record de la traversée de l'Atlantique sur Royale II avec Philippe Facque en 7 j 21 h.